# Saint-Pardoux, Haute-Vienne
Saint-Pardoux är en kommun i departementet Haute-Vienne i regionen Nouvelle-Aquitaine i västra Frankrike. Kommunen ligger i kantonen Bessines-sur-Gartempe som tillhör arrondissementet Bellac. År 2018 hade Saint-Pardoux 623 invånare.

## Befolkningsutveckling
Antalet invånare i kommunen Saint-Pardoux
| Referens: INSEE |